# Campo Real
Campo Real – miejscowość w centralnej Hiszpanii we wspólnocie autonomicznej Madryt, położone ok. 20 km od Madrytu. Miasto słynie z wyrobu sera pecorino oraz z produkcji oliwy z oliwek.